# Samu Heikkilä
Samu Heikkilä (* 31. Juli 1971 in Karstula) ist ein finnischer Filmeditor, Tontechniker und Drehbuchautor.

## Karriere
Samu Heikkilä arbeitete seit Mitte der 1990er Jahre als Filmeditor für unterschiedliche Film- und Fernsehproduktionen. Nach mehreren Kurzfilmen debütierte er im Jahr 2000 mit dem Fernsehfilm Levottomat zum ersten Mal als Schnittmeister für einen Langspielfilm. Seitdem war er für über 60 Film- und Fernsehproduktionen als hauptverantwortlicher Filmeditor tätig. Insgesamt wurde er 18 Mal für den finnischen Filmpreis Jussi nominiert, wobei er acht Mal ausgezeichnet wurde. Zu seinen ausgezeichneten Filmschnitten zählen unter anderen seine Arbeiten an Levottomat, Eisiges Land und Girls Girls Girls.
Nach mehreren Drehbüchern für Kurzfilme, debütierte Heikkila 2015 mit der Komödie Häiriötekijä als Drehbuchautor für einen Langspielfilm. Für den von Aleksi Salmenperä inszenierten Film war er außerdem für den Schnitt und den Ton verantwortlich. Neben einer Jussi-Auszeichnung für den Besten Schnitt wurde er gleichzeitig auch für den Besten Ton nominiert.

## Filmografie (Auswahl)
- 2000: Levottomat
- 2005: Eisiges Land (Paha maa)
- 2006: Revolution (Kenen joukoissa seisot)
- 2009: Postia pappi Jaakobille
- 2011: Five Star Existence
- 2013: Alaska Highway
- 2015: Häiriötekijä
- 2017: Die andere Seite der Hoffnung (Toivon tuolla puolen)
- 2018: Miami
- 2020: Gesellschaftsspiele (Seurapeli)
- 2020: Tove
- 2022: Girls Girls Girls (Tytöt tytöt tytöt)
- 2023: Fallende Blätter (Kuolleet lehdet)